# Brăișoru, Cluj
Brăișoru (în maghiară Malomszeg) este un sat în comuna Sâncraiu din județul Cluj, Transilvania, România.

## Atestare documentară
În 1519 localitatea este atestată documentar cu denumirea Poss. Malomzeg, iar în 1549 este consemnată în documente ca Malomzegh.

## Așezare geografică
Localitatea Brăișoru este situată în partea nordică a comunei Sâncraiu, la o distanță de 10 km de orașul Huedin, în apropiere de calea ferată Cluj-Oradea și drumul european E 60.

## Lăcașuri de cult
Biserica de lemn era situată în vechiul cimitir și devenise neîncăpătoare. Piatra de temelie a actualei biserici a fost pusă în anul 1928, lucrarea fiind finalizată un an mai târziu de meșterul Ștefan Mendel din Huedin, cu ajutorul credincioșilor. A fost pictată în anul 2010 de pictorul Vasile Mocan, originar din satul Rediu.

## Imagini

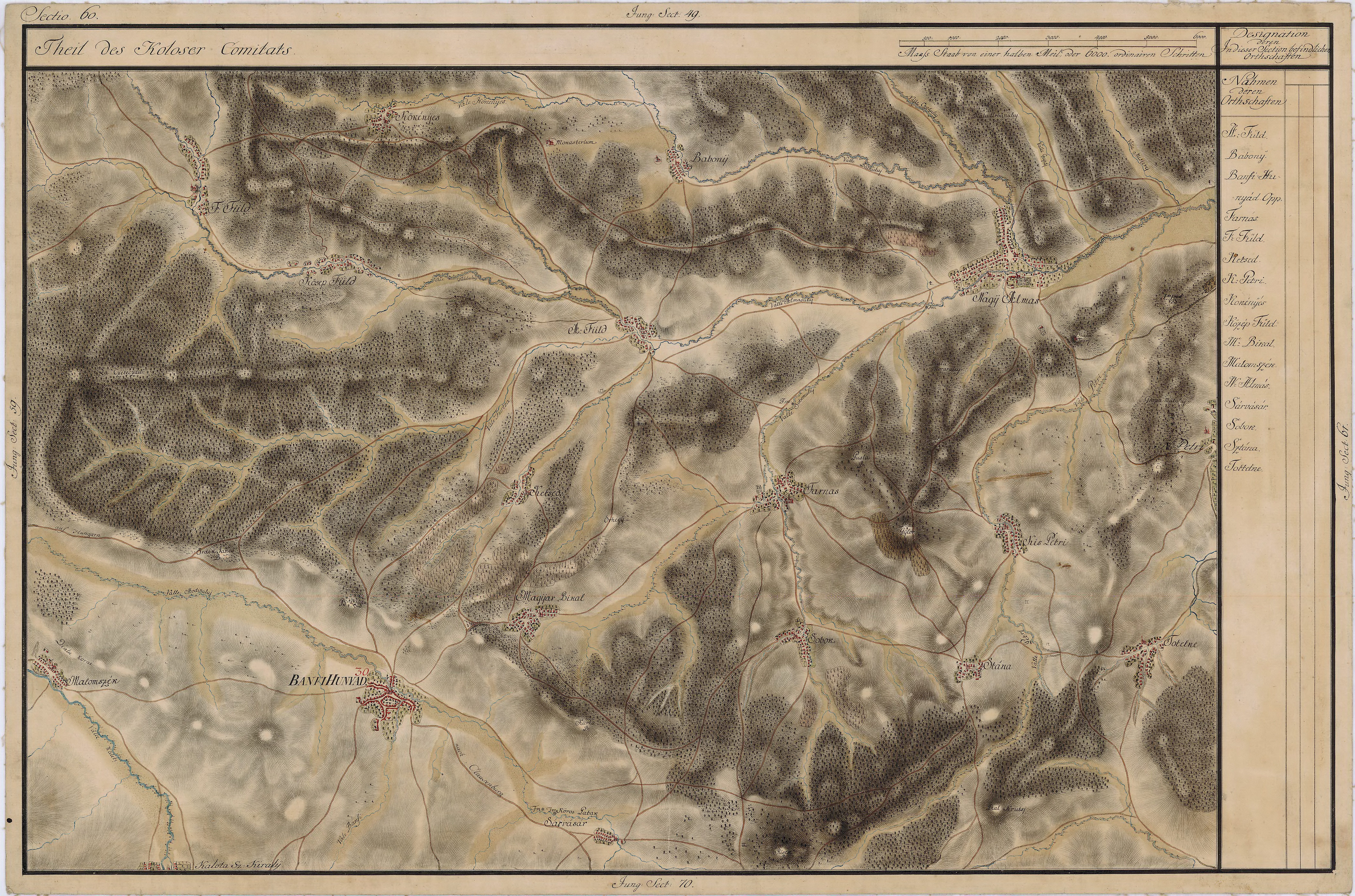
Brăişoru în Harta Iosefină a Transilvaniei, 1769-1773
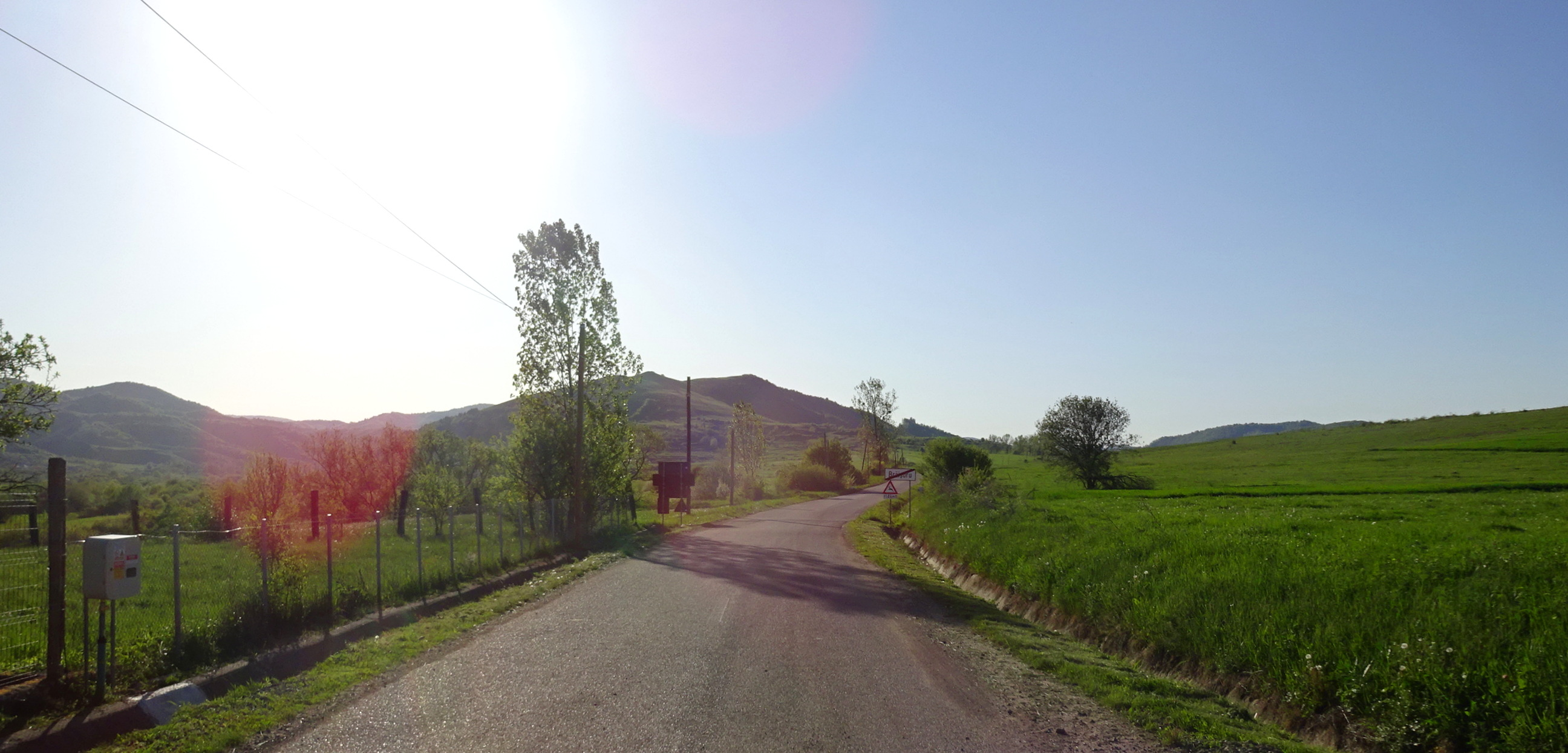
Drumul spre satul Brăișoru
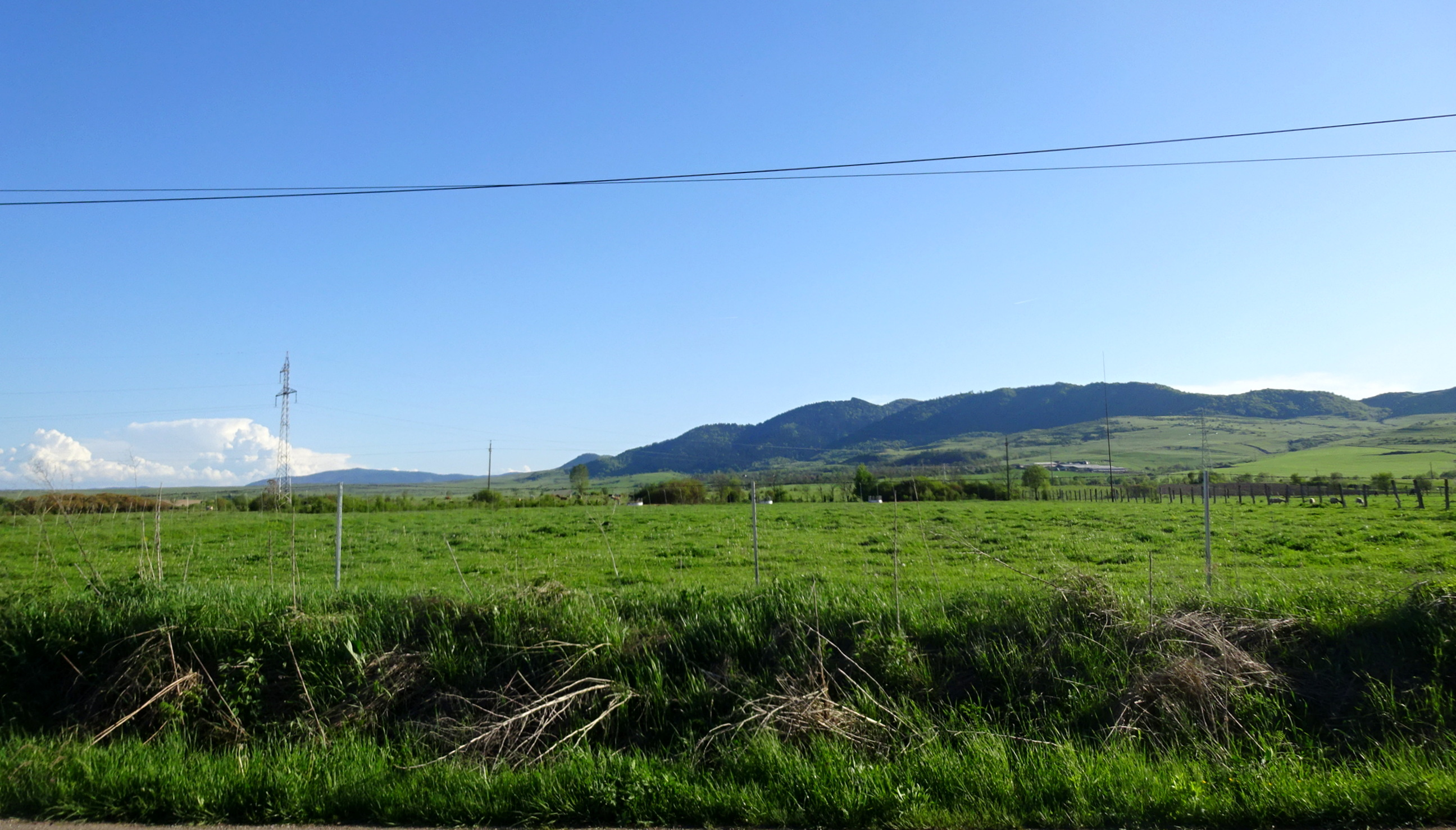
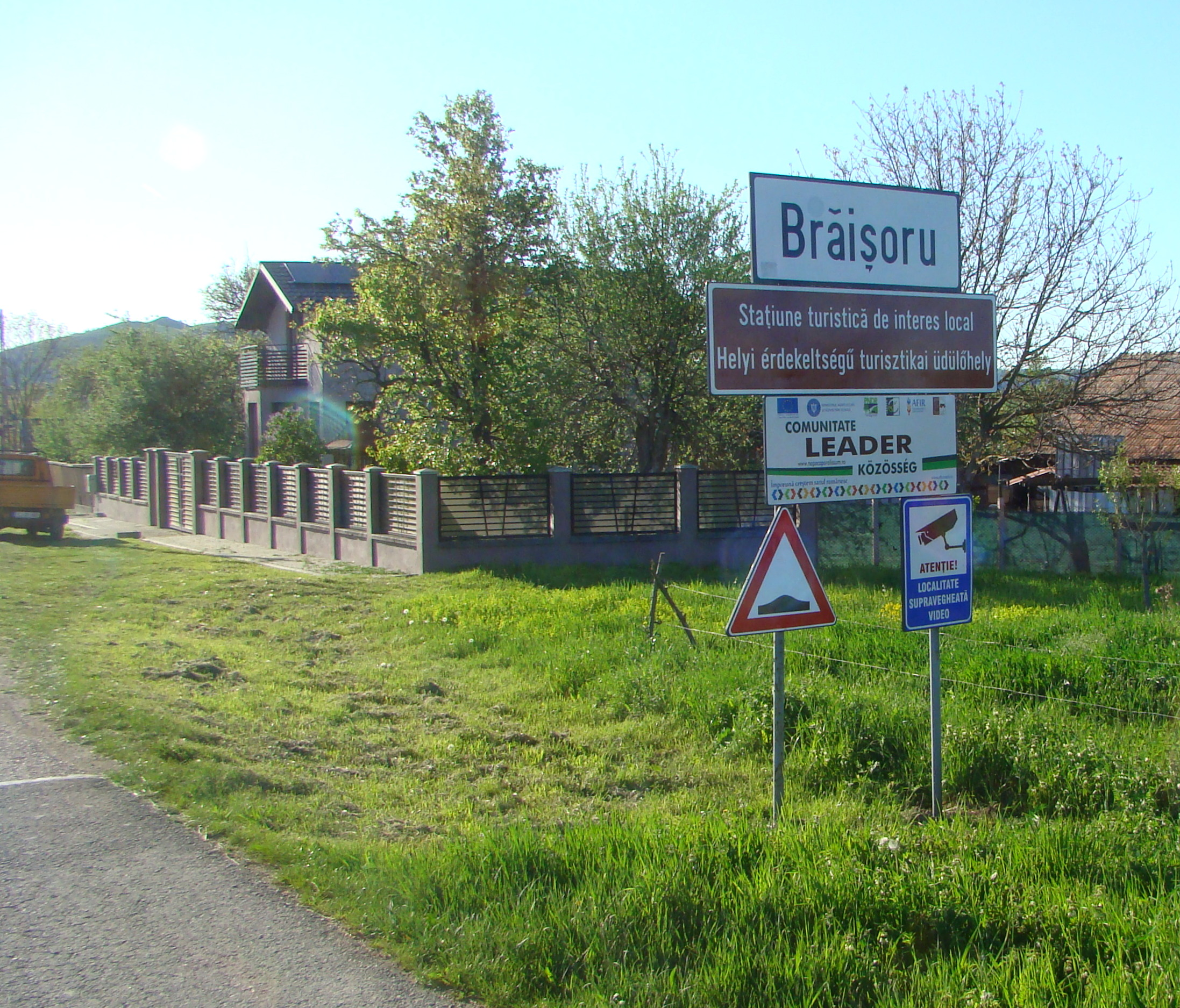
Intrarea în localitate
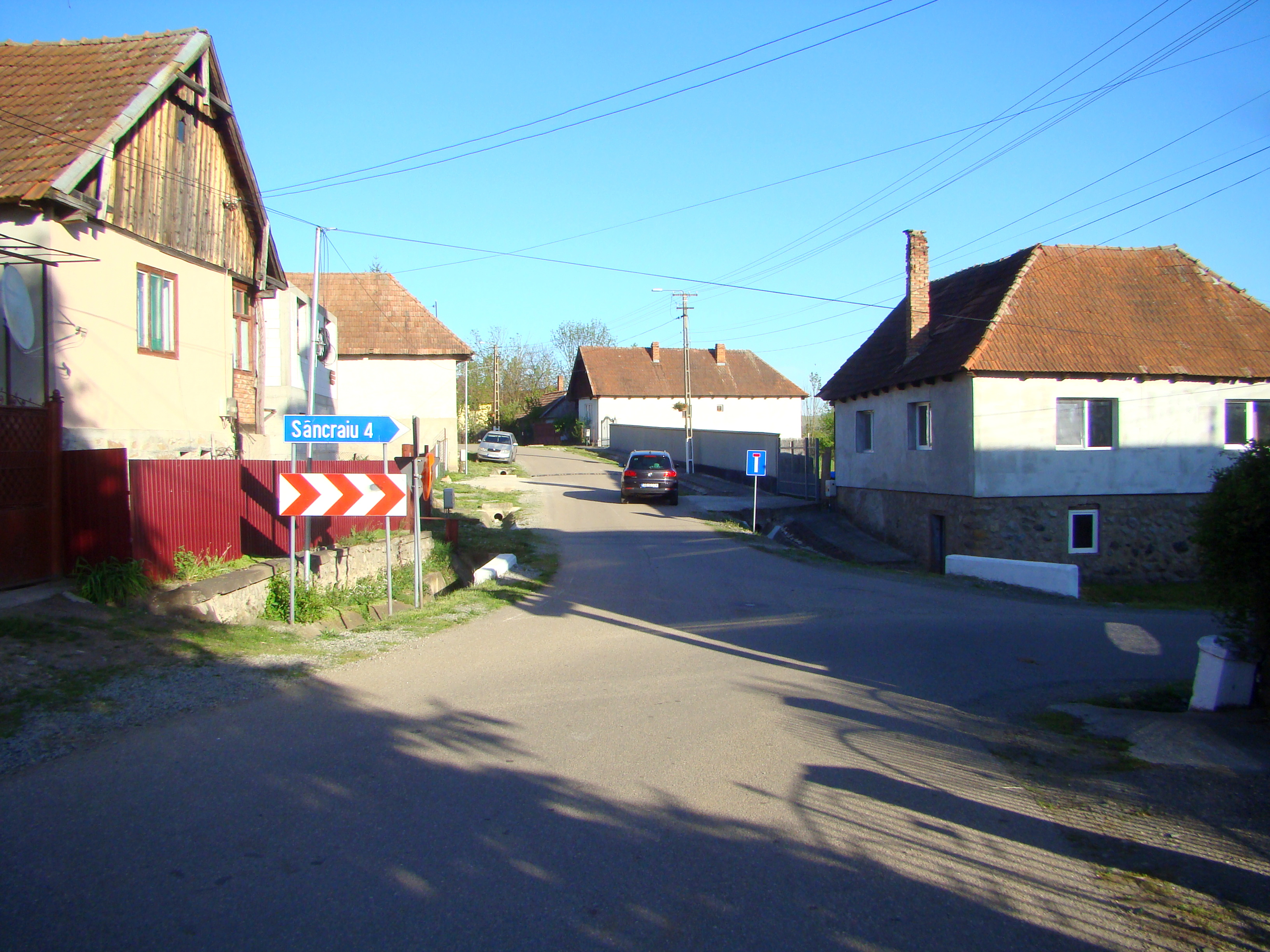
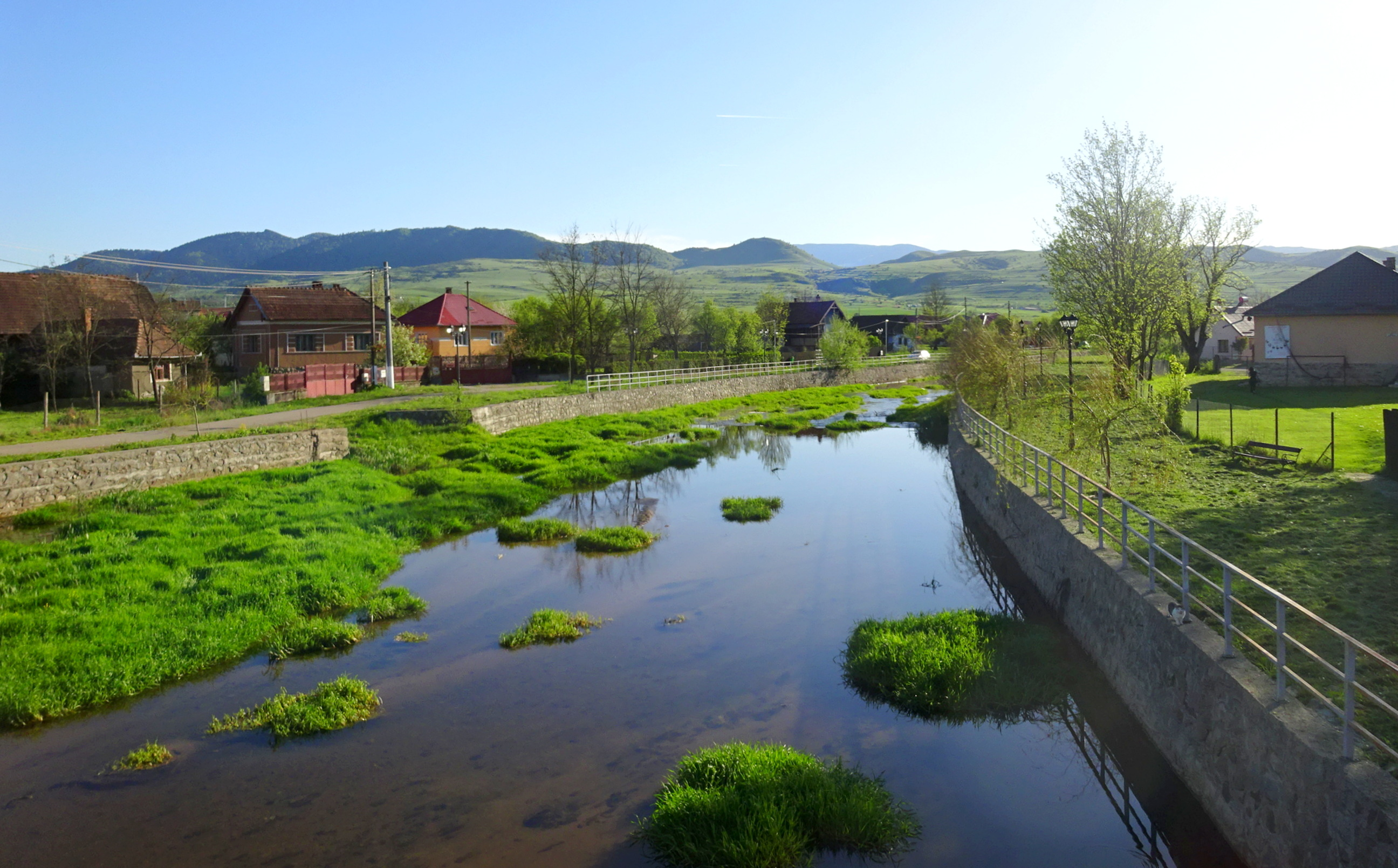
Râul Călata la Brăișoru
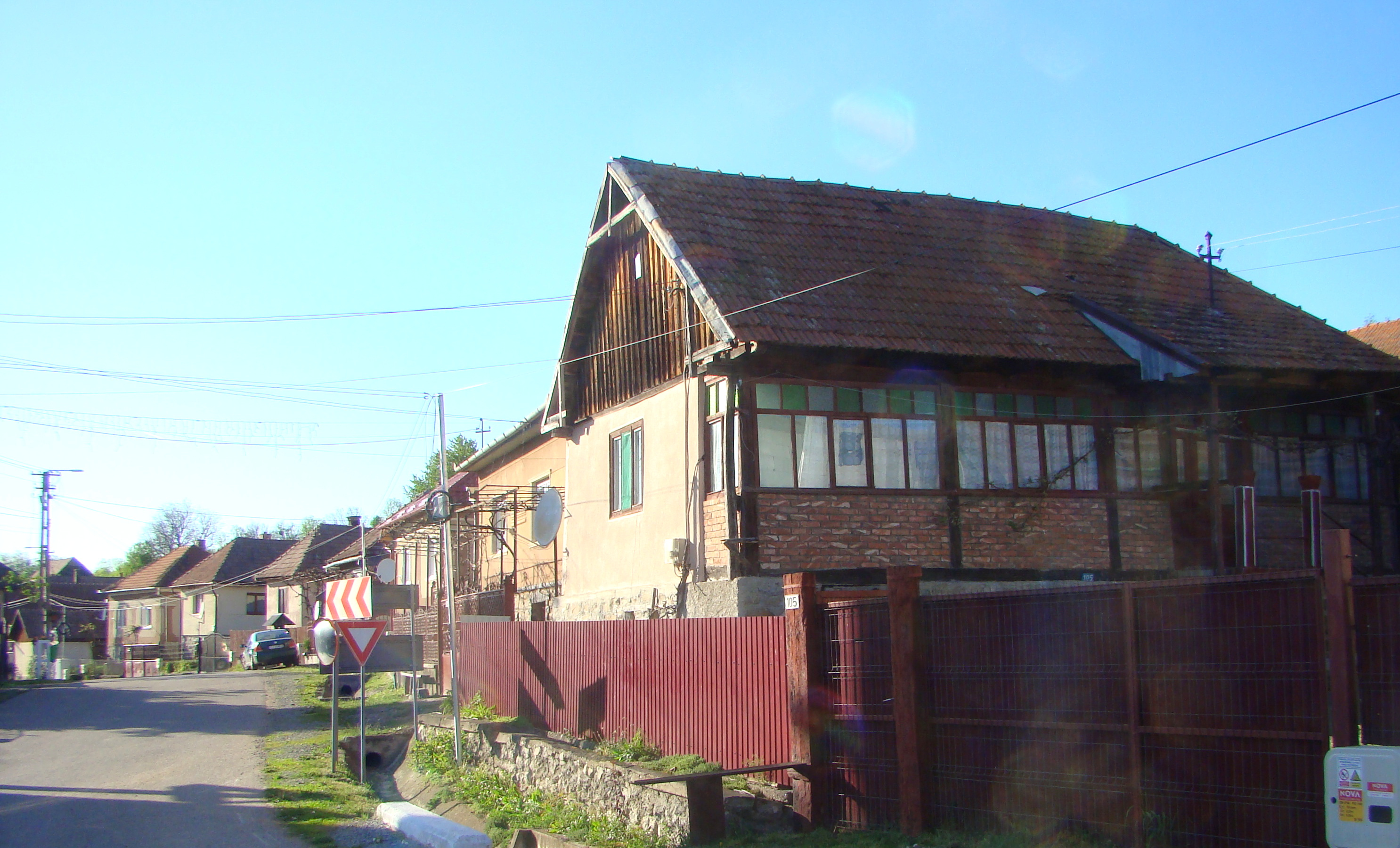
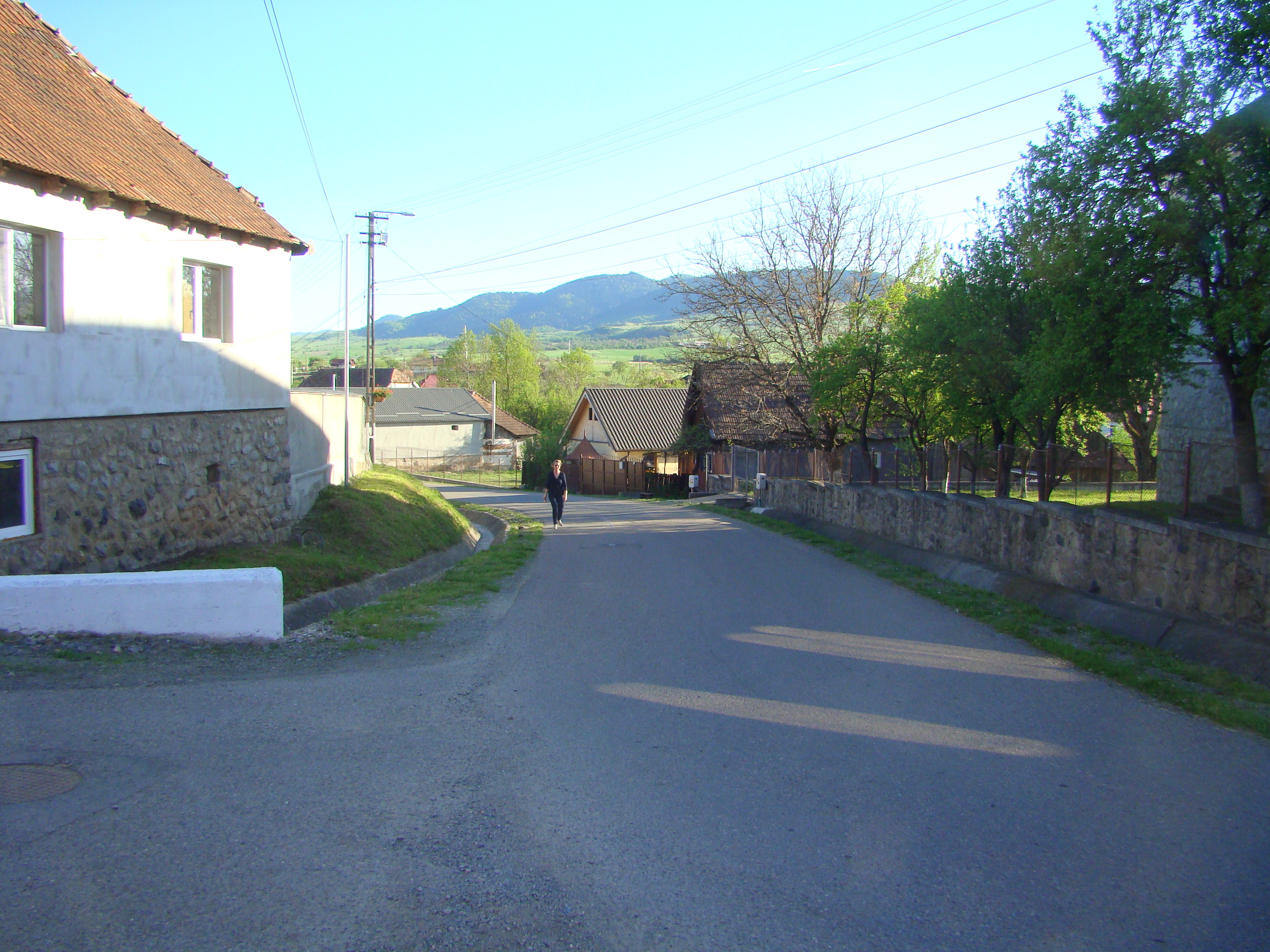
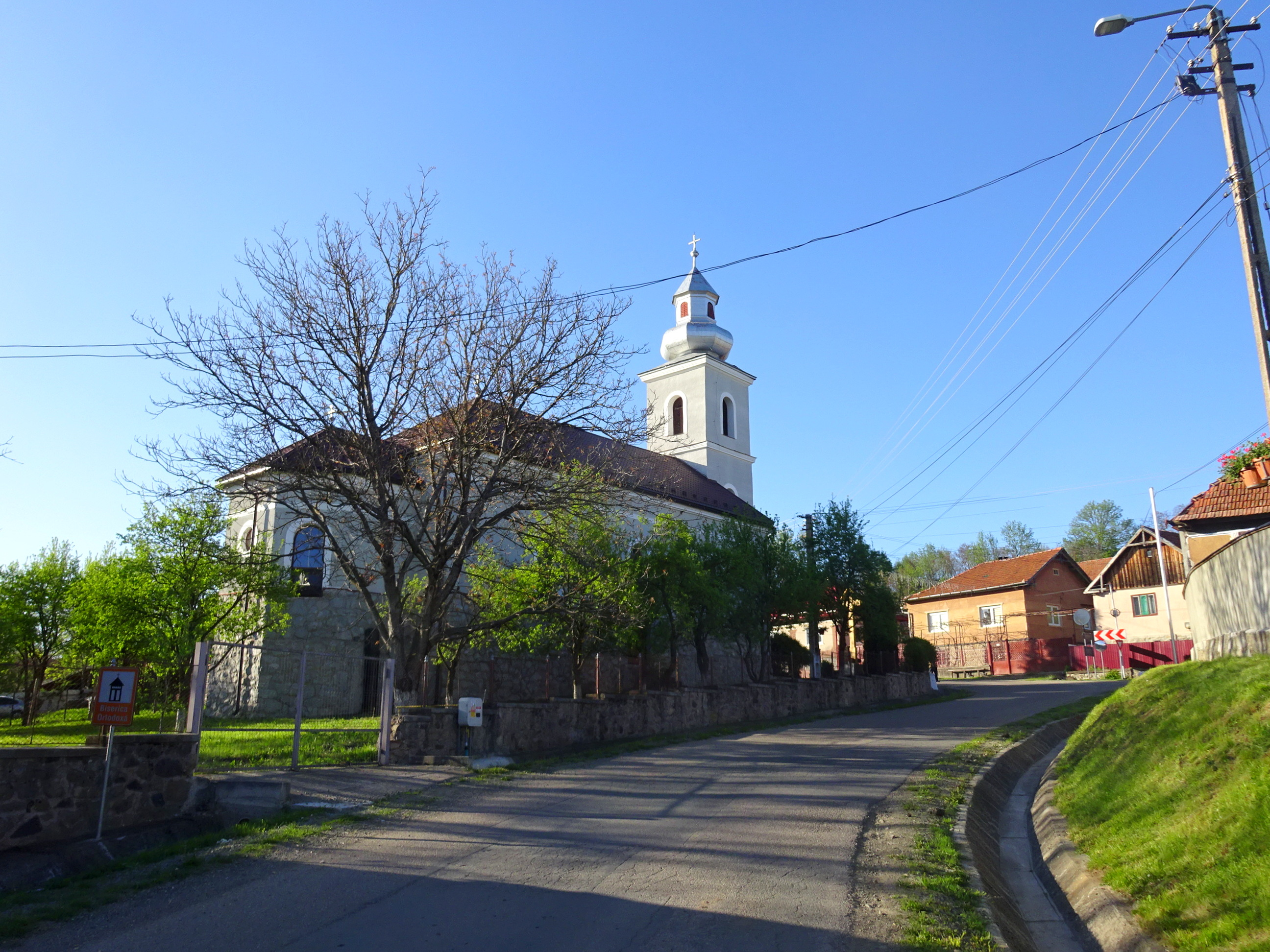
Biserica Adormirea Maicii Domnului din Brăișoru (1928)
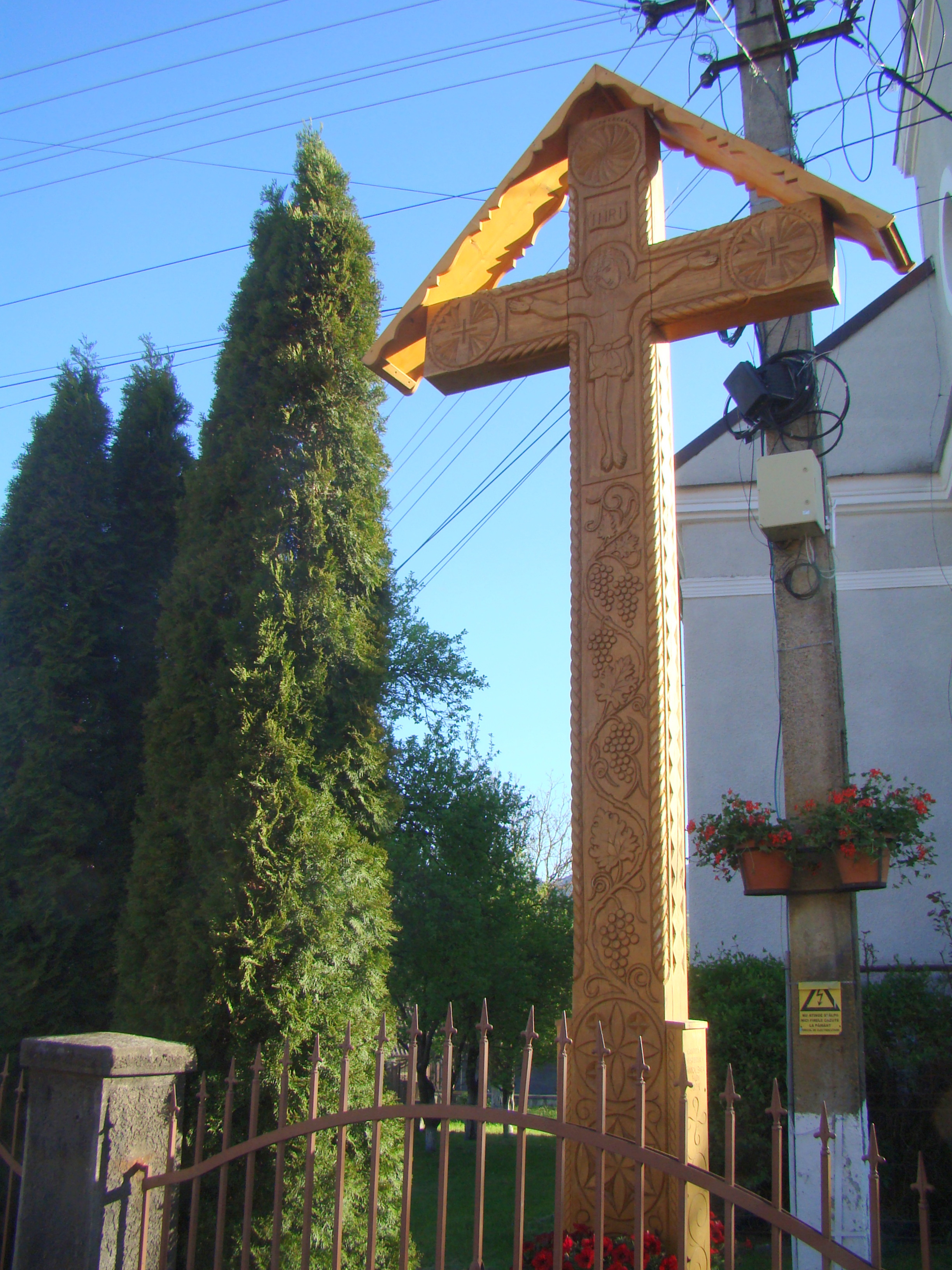
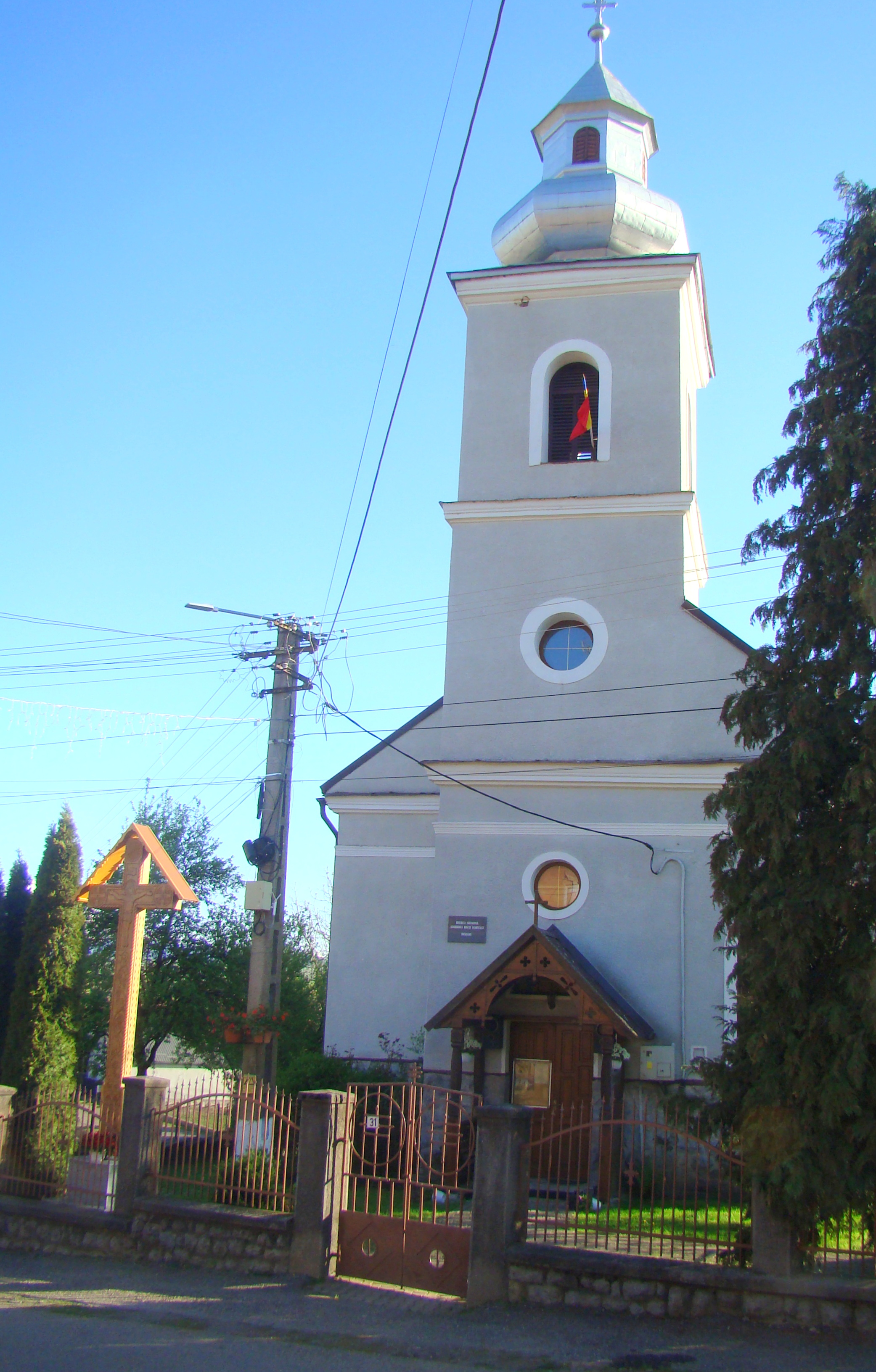
Biserica Adormirea Maicii Domnului din Brăișoru (1928)
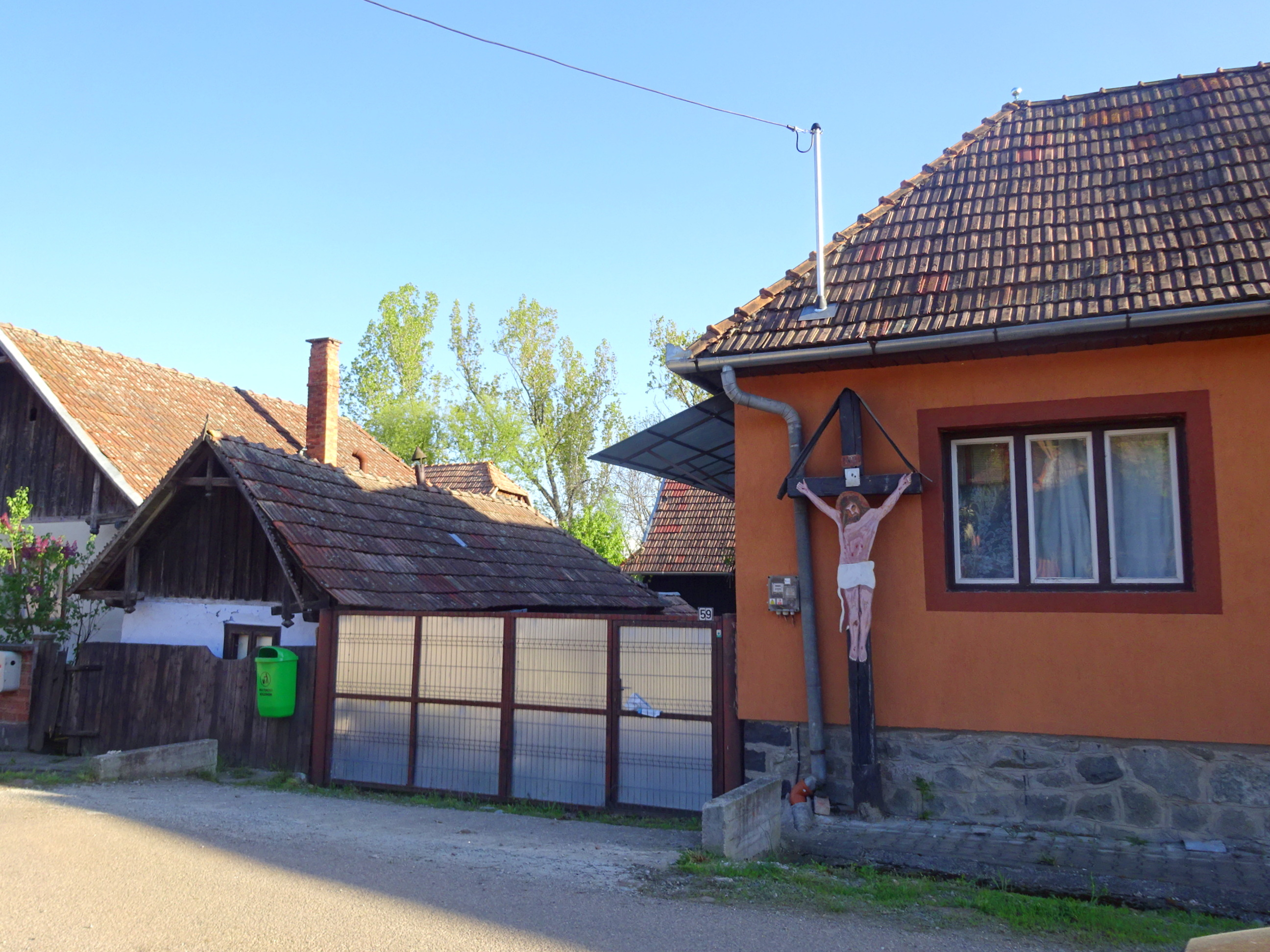
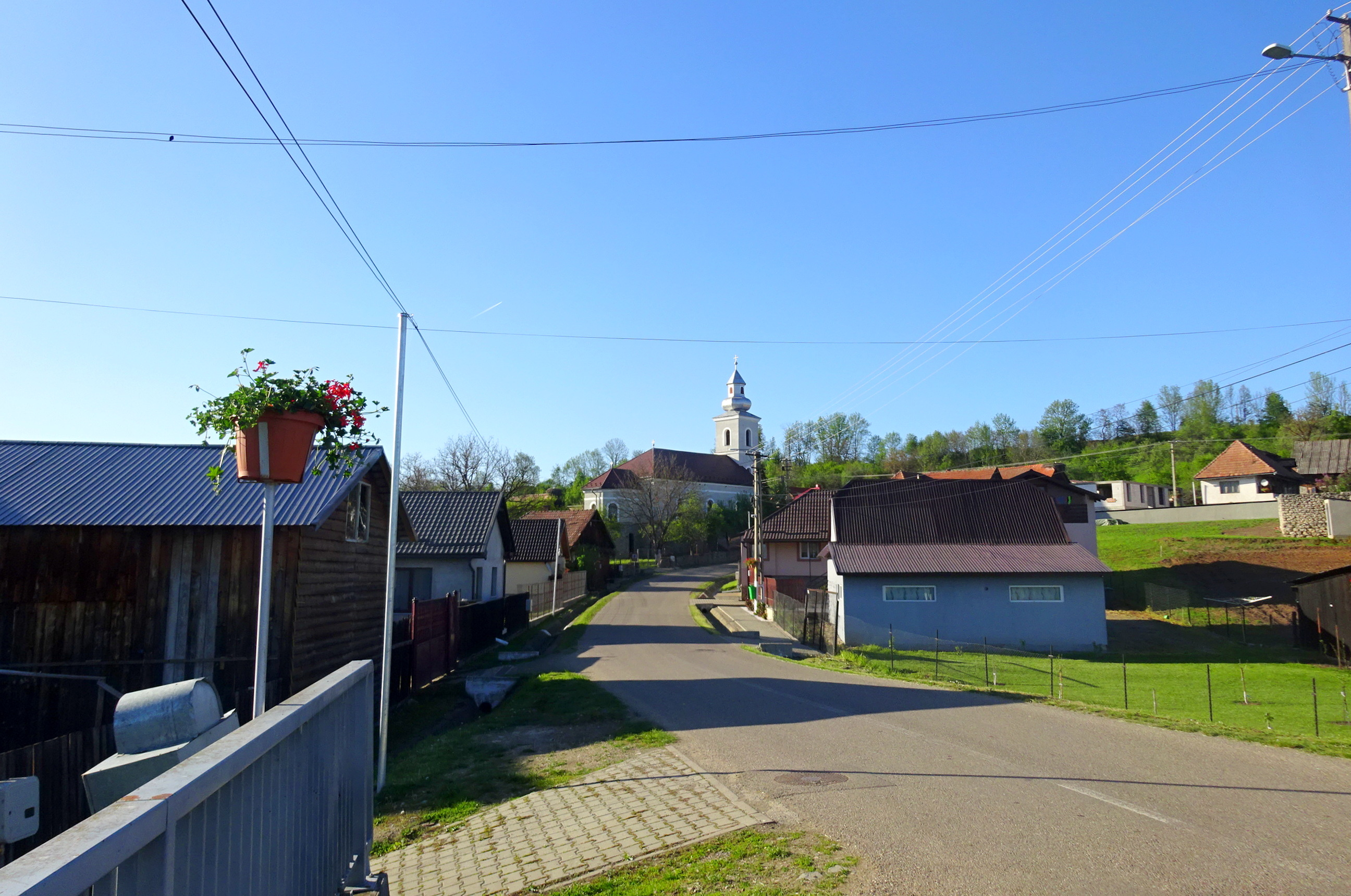
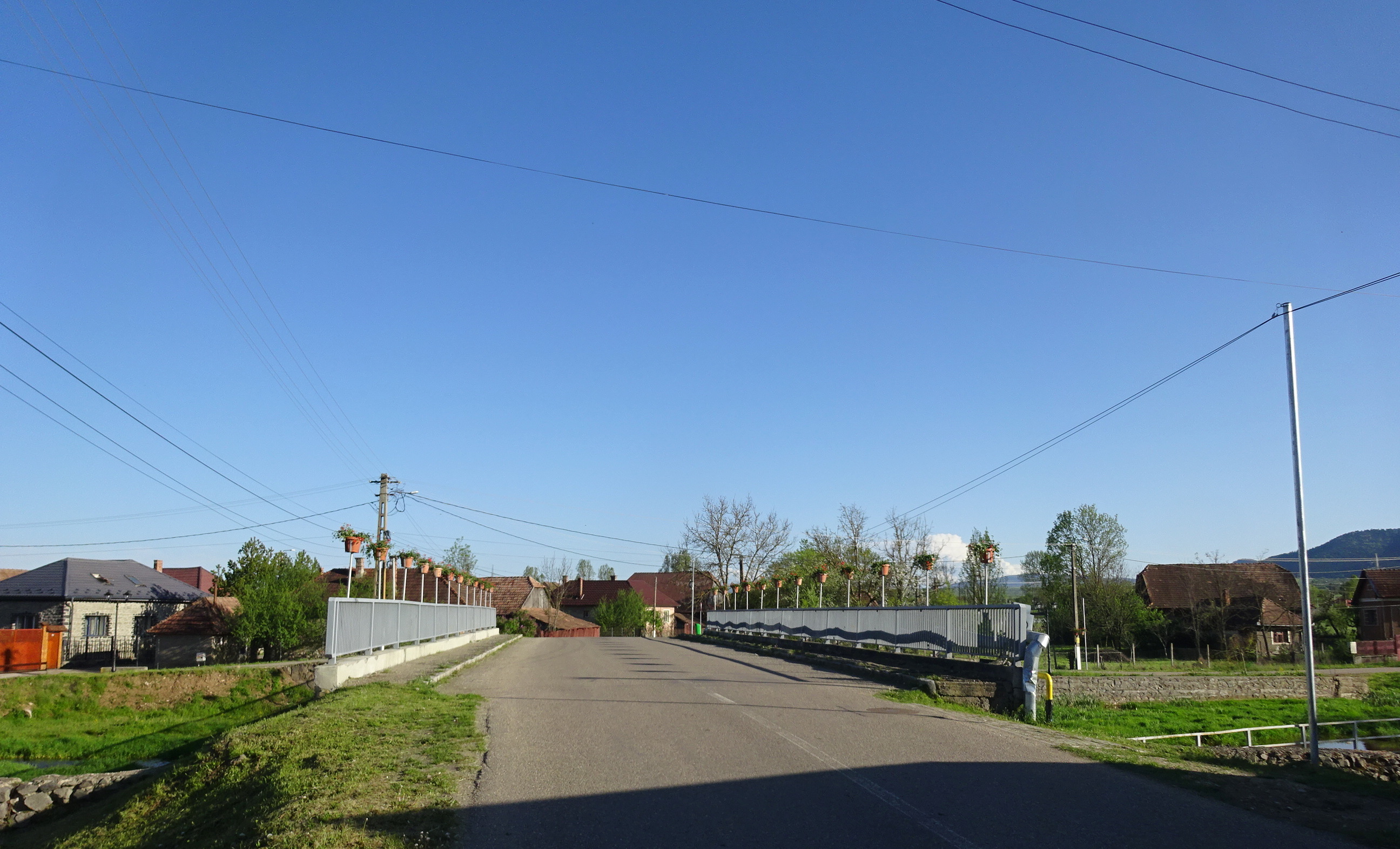
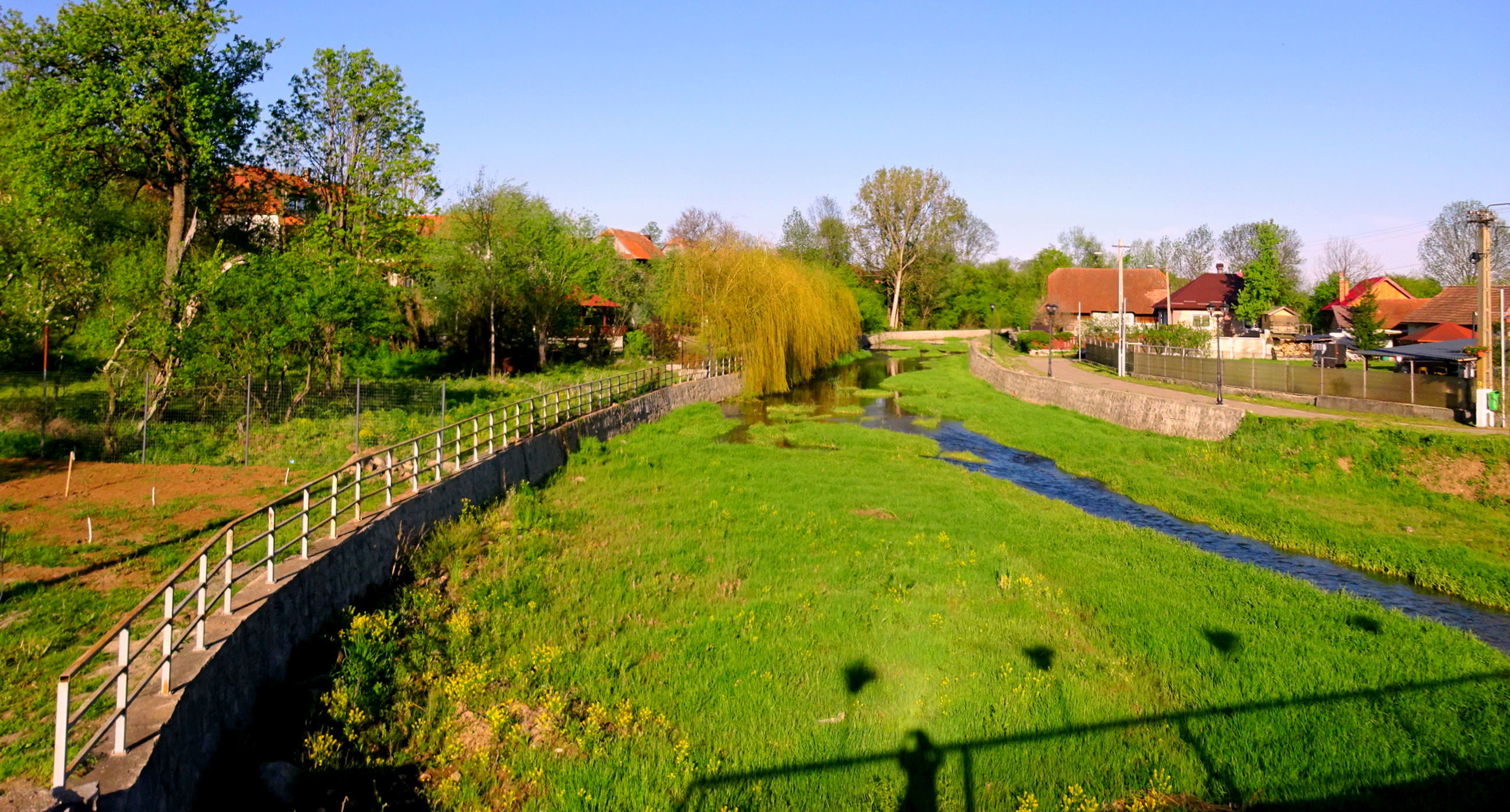
Râul Călata la Brăișoru
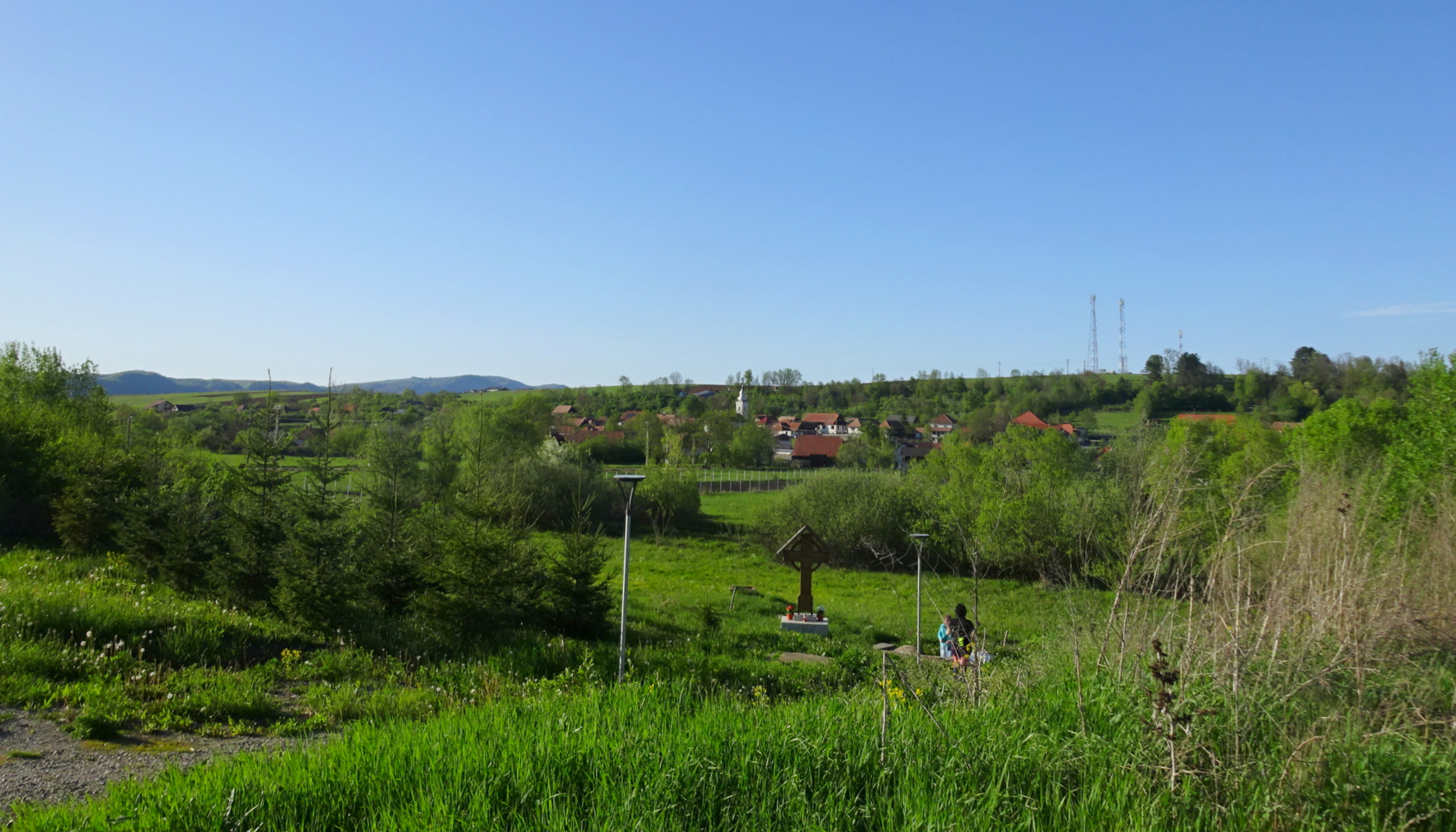
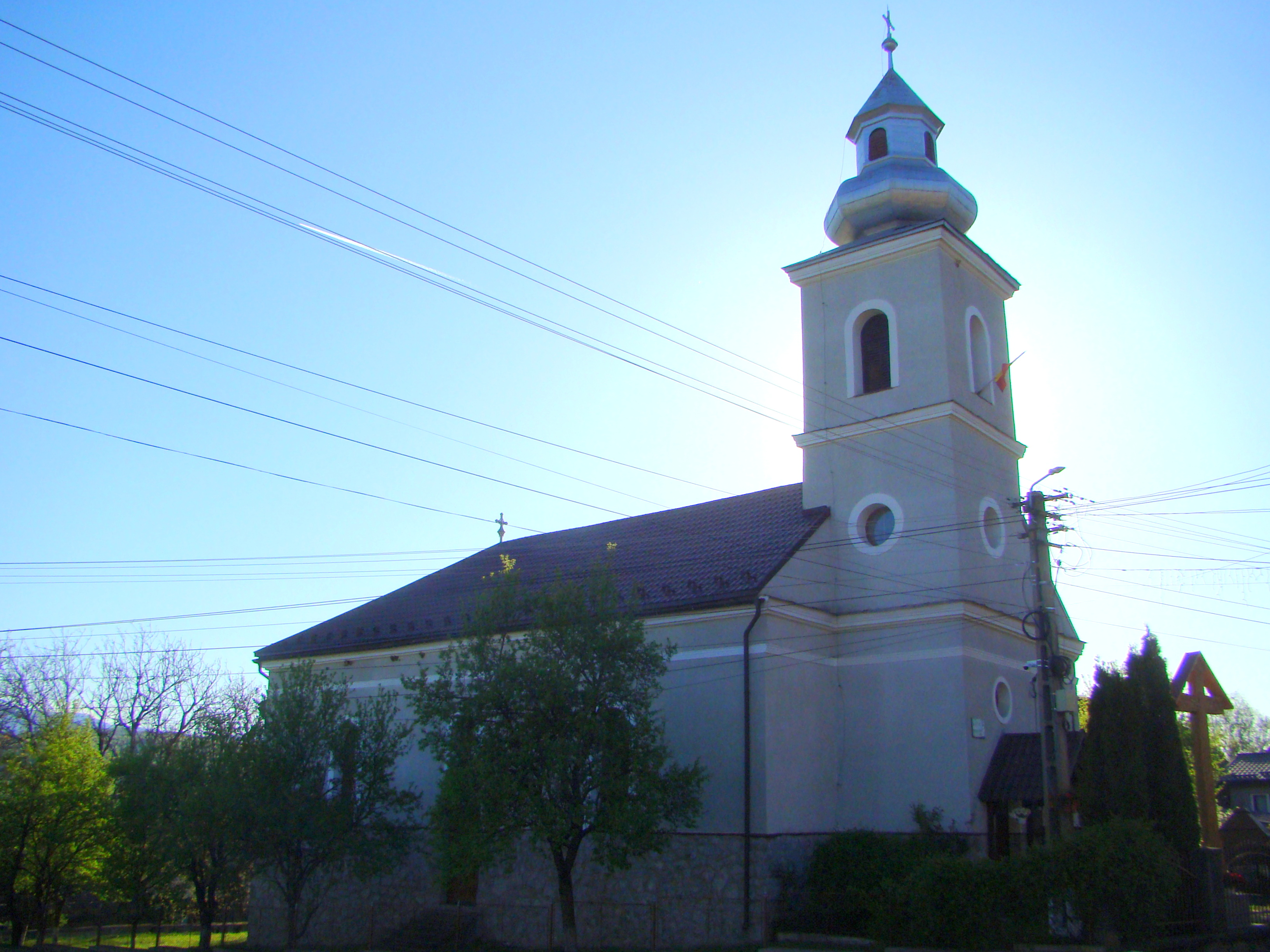
Biserica Adormirea Maicii Domnului din Brăișoru (1928)
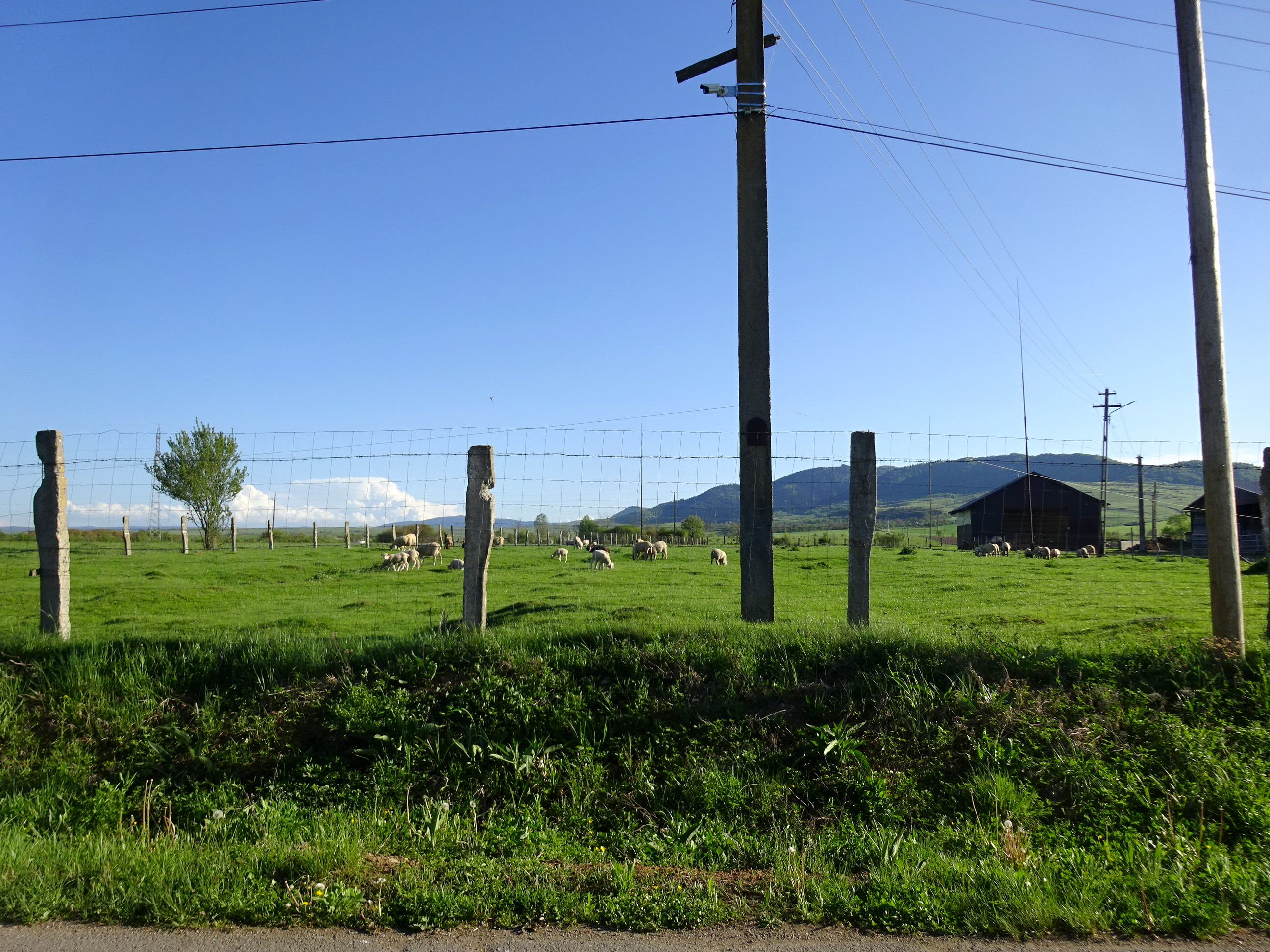